# Guerra anglo-francese (1778-1783)
La guerra anglo-francese si svolse dal marzo 1778 al settembre 1783 e coinvolse il Regno di Gran Bretagna e il Regno di Francia con i rispettivi alleati.
Il conflitto fu originato dallo scoppio della contemporanea guerra d'indipendenza americana tra la Gran Bretagna e le Tredici colonie del continente Nordamericano: approfittando della situazione per rivalersi sui britannici dopo le sconfitte patite nella precedente guerra dei sette anni, i francesi si affrettarono a fornire sostegno ai ribelli americani con armi e finanziamenti fin dai primi mesi del conflitto; dopo l'importante vittoria ottenuta dagli americani nella battaglia di Saratoga il 7 ottobre 1777, la Francia decise di scendere più attivamente in campo e il 6 febbraio 1778 siglò un trattato di alleanza con le Tredici colonie per poi dichiarare guerra alla Gran Bretagna un mese più tardi. Nel 1779 a fianco della Francia scese poi il Regno di Spagna (cosa che diede il via alla guerra anglo-spagnola), seguito nel 1781 dalla Repubblica delle Sette Province Unite (cosa che diede il via alla quarta guerra anglo-olandese).
Il conflitto anglo-francese si sviluppò principalmente in una serie di azioni navali tra le rispettive flotte, combattute tanto nelle acque del canale de La Manica e dell'Atlantico orientale quanto in quelle dei Caraibi, mentre un esercito francese veniva sbarcato sulla terraferma nordamericana per portare aiuto ai ribelli delle Tredici colonie; dal 1782 una flotta francese fu inoltre inviata nelle acque delle Indie orientali, dove i britannici erano impegnati nella seconda guerra anglo-mysore in India. Dopo alterne vicende, il conflitto si concluse con la firma del trattato di Parigi il 3 settembre 1783: la Francia ottenne alcuni piccoli guadagni territoriali e altre concessioni economiche, vantaggi che tuttavia non compensavano le forti spese finanziarie sostenute per la guerra e che mandarono in bancarotta le casse del regno; il dissesto finanziario originato dalla guerra anglo-francese fu poi tra le cause della successiva Rivoluzione francese.

## La guerra

### La campagna delle Indie orientali
In quel periodo, in India la Gran Bretagna era stata impegnata dalle tribù dei Mahratta, guidate dal sultano del Mysore Hyder Alì, che le avevano fatto subire due pesanti sconfitte a Bombay e Madras. Il 25 ottobre 1781 arrivò a l'Isle de France l'ammiraglio Suffren con una squadra di cinque navi di linea rinforzando la flotta francese in loco, comandata dall'ammiraglio conte d'Orves.
Il 9 febbraio 1782, per la morte di d'Orves, il comando passò a Suffren che ebbe una serie di scontri con le forze navali inglesi in India, comandate dall'ammiraglio Hughes. In quel periodo la Francia non aveva nessun punto di approdo in India e, l'anno precedente, erano cadute anche le basi olandesi. Suffren ebbe diversi scontri con Hughes davanti a Madras (17 febbraio 1782), a Trincomalee (12 aprile 1782), a Cuddalore (6 luglio 1782) che costarono molti danni alle navi ma non si rivelarono decisivi. Dopo la battaglia di Cuddalore Suffren riuscì a rioccupare Trincomalee il 30 agosto riuscendo ad ottenere così un porto amico in cui far ormeggiare le sue navi.
Tuttavia il 3 settembre, in un nuovo scontro con Hughes, subì gravi perdite in uomini e materiali; in particolare furono affondate due navi di linea. La morte di Hyder Alì e la salita al trono di Tippoo Sahib, unite all'arrivo di rinforzi dalla Francia, sembrarono poter spostare la bilancia della guerra terrestre a favore delle forze dei francesi; le forze al comando del generale Bussy furono tuttavia chiuse dentro Cuddalore. Suffren reagì tentando di portare la squadra navale a liberare le forze terrestri ed il 17 giugno 1783 riuscì a congiungersi con le truppe a terra. Il 20 giugno, davanti a Cuddalore, Suffren costrinse Hughes alla ritirata, nonostante l'inferiorità numerica di quindici navi contro diciotto. Il 29 giugno arrivava a Madras la notizia della firma della pace fra Francia e Gran Bretagna.